# دیونیسیو سرکویرا
دیونیسیو سرکویرا (به پرتغالی: Dionísio Cerqueira) یک منطقهٔ مسکونی در برزیل است که در سانتا کاتارینا واقع شده‌است. دیونیسیو سرکویرا ۱۵٬۵۴۵ نفر جمعیت دارد.